# Kerk van Schildwolde
De kerk van Schildwolde dateert uit de zeventiende eeuw.

## De kerk
De huidige kerk is gebouwd na de reformatie op de fundamenten van een oudere kerk uit de dertiende eeuw. Het is een eenvoudige zaalkerk, opgetrokken uit baksteen. Over de bakstenen is een pleisterlaag aangebracht. De kerk werd ingewijd in 1686. De meest recente kerkrestauratie vond plaats in 1987.
Het eenklaviers orgel uit 1868 is van de orgelbouwer Roelf Meijer. Het hoofdwerk heeft negen registers en een aangehangen pedaal. De meest recente orgelrestauratie vond plaats in 1977.

## De toren
De los van de kerk staande kerktoren met een achtkantige spits tussen vier topgevels heeft een hoogte van bijna 48 meter en is een overblijfsel van de oorspronkelijke kerk uit de 13e eeuw. Het is een van de twee juffertorens in de provincie Groningen. Bij een onderzoek in 2012 bleek dat de spits in slechte staat was, doordat bij de restauratie van 1987 ongeschikte stenen waren gebruikt. Door inwerking van vocht en vorst verbrokkelde het metselwerk en kwamen stenen los te liggen. Men begon onmiddellijk geld bijeen te brengen en de restauratie is in 2014 voltooid. In 2015 is de toren door de hervormde gemeente overgedragen aan de Stichting Juffertoren Schildwolde.